# Amphiphyt
Amphiphyten oder amphibische Pflanzen, auch litorale Helophyten (Uferpflanzen), sind Pflanzen, die eine Mittelstellung zwischen Hydro- und Helophyten einnehmen. Es sind Pflanzen, die bei hohem Wasserstand als Wasserpflanzen leben können und ohne Wasser als Landpflanzen.
Man unterscheidet fakultative Amphiphyten; sie leben schwerpunktmäßig in Zonen mit stark schwankendem Wasserstand, submers wird ihre Photosynthese eingeschränkt. Die
obligatorischen Amphiphyten sind weitgehend ohne Milieuschwerpunkt. Sie bilden sowohl aquatische, als auch terrestrische Formen und können dauerhaft unter Wasser ohne Leistungseinschränkung assimilieren.
Bsp. für Amphiphyten:
- Wasser-Knöterich (Polygonum amphibium)
- Gemeiner Tannenwedel (Hippuris vulgaris)

Bsp. für Vegetations-Klassen der Amphiphyten:
- Littorelletea uniflorae  (Strandlings-Gesellschaft)
- Isoeto-Nanojuncetea bufonii  (Zwergbinsen-Gesellschaft)